# Гемаркунг

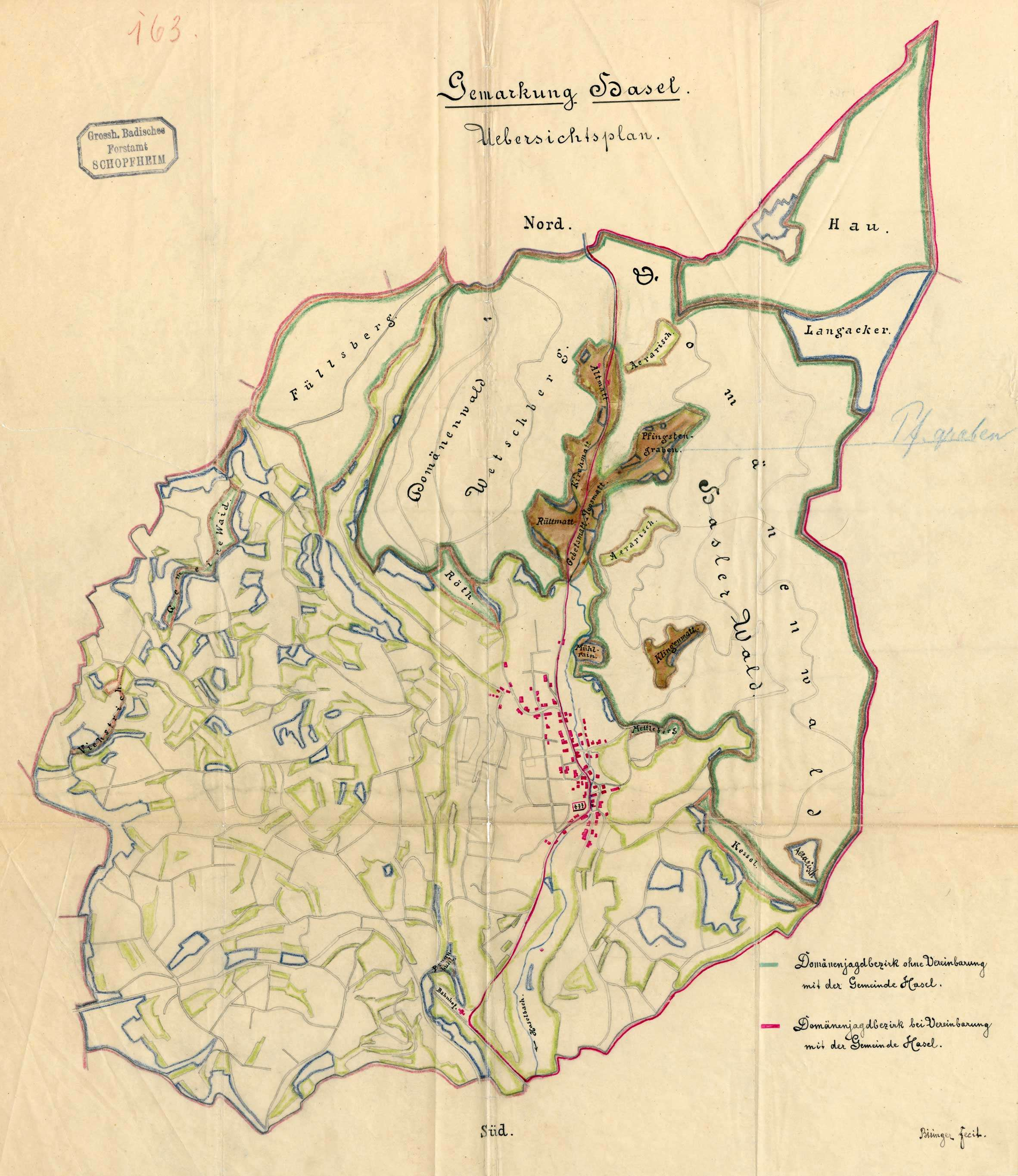
Карта общины Хазель в Великом герцогстве Баден в 1904 году с предложением об обмене территорией с целью округления границ охоты между Хазелем и местным государственным охотничьим районом

Гемаркунг (нем. Gemarkung) (также Маркунг, в Швейцарии также Гемархен, в Австрии кадастровая община) — это основная единица площади земельного кадастра недвижимости. Структура собственности отдельных гемаркунгов фиксируется в книге земельного кадастра. Гемаркунг образует имущественную ассоциацию, состоящую из нескольких более мелких кадастровых земельных единиц (флюр, коридор, flur), которые, в свою очередь состоят из большого количества отдельных земельных участков.

## Общие связи между гемаркунгом и административным муниципальным образованием
Название гемаркунга обычно соответствует названию населенного пункта, расположенного на его территории. Это является указанием на социально-исторически важные, исторически сложившиеся связи, существующие между сферой ответственности, напр. политической общностью (муниципалитетом) и конкретным имущественным объединением (гемаркунгом).
Гемаркунг не является административно-территориальной единицей. Тем не менее границы (а обычно и названия) современных административных единиц (границы муниципалитета, городского округа, города или района, некорпоративной территории) часто совпадают с границами гемаркунга. Однако после реформирования административных границ муниципалитетов, часто при их расширении, границы гемаркунгов практически не меняются, поэтому сегодня муниципальные территории (административные районы) часто содержат несколько гемаркунгов (или — в Австрии или Чехии — кадастровых земельных сообществ).

## Маркировка гемаркунга

Герб коммуны Бобенхайм содержит маркировку местного гемаркунга

Границы гемаркунгов на территории отмечены маркерными камнями, на которых традиционно отмечаются инициалы топонимов или отдельные символы гемаркунгов. Эти геометрические фигуры, похожие на фирменные знаки, во многих местах послужили основой муниципального герба и, таким образом, превратились в распространенные фигуры в геральдике.

## История
Первоначально (Ge-)маркунг (маркировка) означала «граница». Позже появилось словосочетание «район сообщества» (это понятие могло означать, помимо имущественного объединения, налоговый округ, район городского суда и многое другое) или «определенная некорпоративная территория» (Ausmärkisches area). Гемаркунги обычно точно документировались и разграничивались естественными, а затем искусственно установленными маркерами. Традицией многих общин был ежегодный «Унтерганг» (также: Шнадеганг), то есть обход и проверка границ гемаркунга.
Гемаркунги в сегодняшнем понимании существовали с момента введения имперского кадастра на основании закона об оценке земли 1934 года. Они заменили налоговые округа.

## Коды гемаркунгов
Коды гемаркунгов, также известные как номера гемаркунгов, в Германии состоят из шести цифр, причем первые две цифры соответствуют коду федеральной земли, что делает код округа уникальным на всей территории государства. В федеральных землях код земли иногда опускается и используется только сокращённый четырёхзначный код гемаркунга. Для частей гемаркунгов в Баварии код гемаркунгов расширяется числом, которое может принимать значения от 0 до 4.

## Обзор гемаркунгов по федеральным землям Германии
| Земли Германии                | Коды земель | Число общин на 30.06.1960 | Число общин на 31.12.2020 | Число гемаркунгов |
| ----------------------------- | ----------- | ------------------------- | ------------------------- | ----------------- |
| Шлезвиг-Гольштейн             | 01          | 1.395                     | 1.106                     | 3.024             |
| Гамбург                       | 02          | 1                         | 0.001                     | 0.122             |
| Нижняя Саксония               | 03          | 4.273                     | 0.944                     | 4.593             |
| Бремен                        | 04          | 2                         | 0.002                     | 0.498             |
| Северный Рейн-Вестфалия       | 05          | 2.371                     | 0.396                     | 2.903             |
| Гессен                        | 06          | 2.700                     | 0.422                     | 2.865             |
| Рейнланд-Пфальц               | 07          | 2.918                     | 2.302                     | 3.111             |
| Баден-Вюртемберг              | 08          | 3.381                     | 1.101                     | 3.380             |
| Бавария                       | 09          | 7.116                     | 2.056                     | 7.859             |
| Саар                          | 10          | 347                       | 0.052                     | 0.409             |
| Берлин                        | 11          | 1                         | 0.001                     | 0.097             |
| Бранденбург                   | 12          | …                         | 0.417                     | 2.364             |
| Мекленбург-Передняя Померания | 13          | …                         | 0.726                     | 3.555             |
| Саксония                      | 14          | …                         | 0.419                     | 5.389             |
| Саксония-Анхальт              | 15          | …                         | 0.218                     | 1.655             |
| Тюрингия                      | 16          | …                         | 0.633                     | 2.704             |
| Германия                      |             | …                         | 10.7960                   | 44.5280           |